# Naupa Iglesia

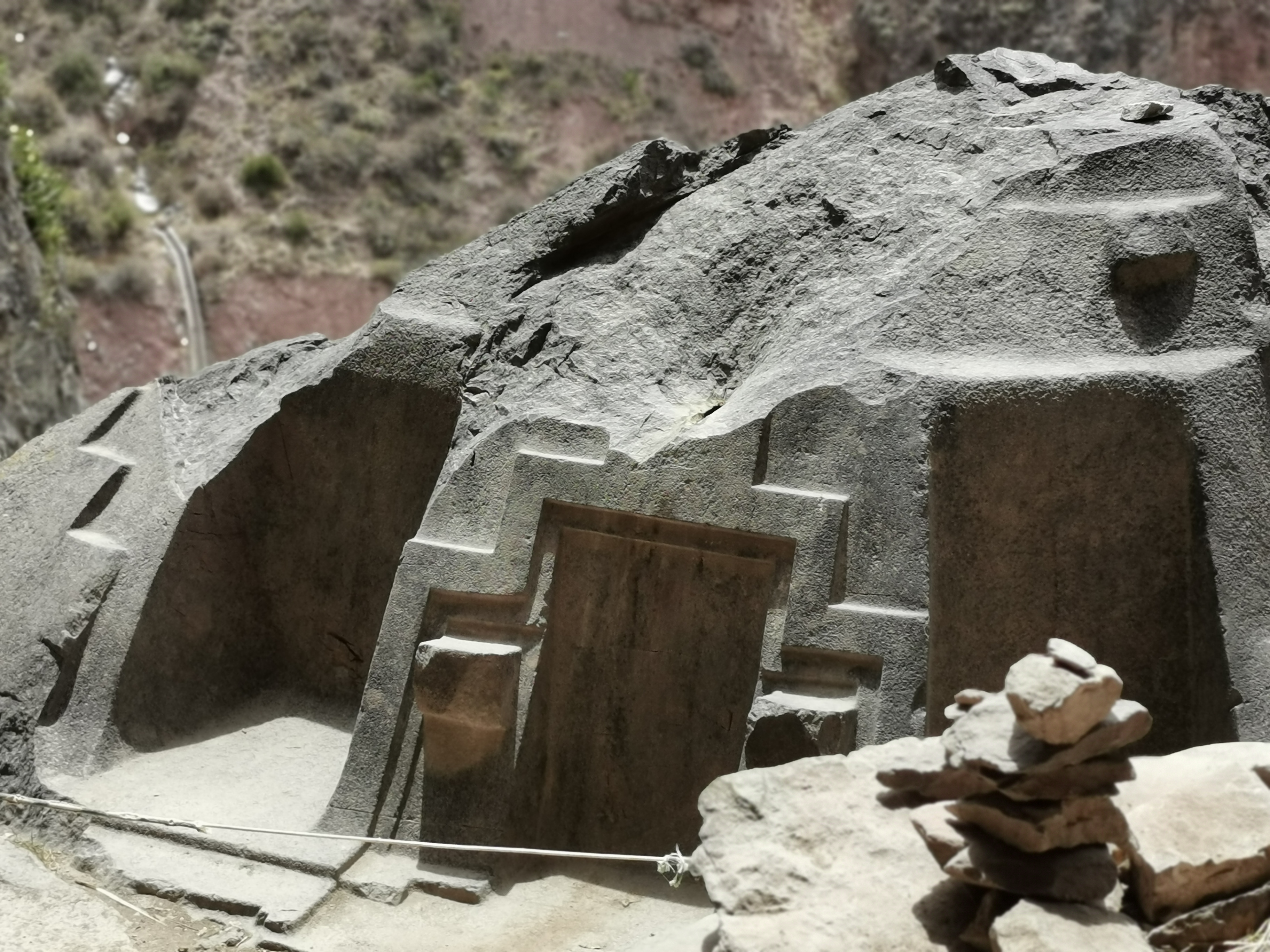
Granit-„Schrein“ von Naupa Iglesia mit sitzartigen Ausarbeitungen und „Steinvorsprüngen“

Naupa Iglesia (spanisch Iglesia ‚Kirche‘), auch Ñaupa Iglesia, Naupa Huaca, Ñaupa Waka (Ñaupa für „uralt, aus früheren Zeiten“) Wak'a für „heiliger Ort oder heiliger Gegenstand“, also etwa „heiliger Ort aus früheren Zeiten“; Höhle von Choquequilla (Quechua für „Goldmond“), der goldene Mond oder Mondtempel, ist eine archäologische Stätte in der Nähe von Pachar Peru wenige Kilometer von Ollantaytambo entfernt.
Der Ort ist Pilgerstätte für Esoteriker und Gegenstand von Spekulationen verschiedenster Art.

## Lage
Die Höhle liegt am Berghang über verfallenen landwirtschaftlichen Inka-Terrassen oberhalb des Río Huarocondo, fünf Kilometer südöstlich von Ollantaytambo und vierzehn Kilometer westlich von Urubamba in einer Höhe von 3627 Metern über dem Meeresspiegel. Erreichbar sind die Ruinen über eine zentrale Treppe, die die Terrassen hinaufführt.

## Beschreibung

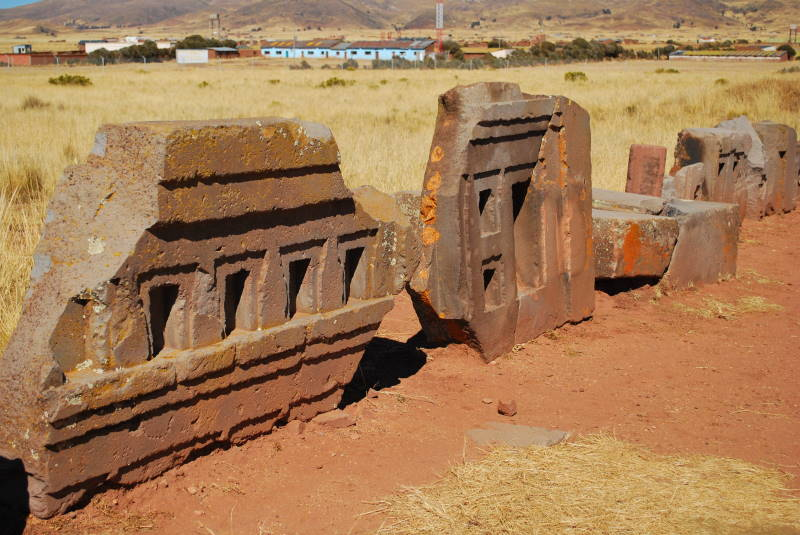
Reihe doppelt gerahmter Nischen mit äußeren abgestuften Laibungen in Tiwanaku, analog zu denen in Choquequilla.

Naupa Iglesia ist eine Höhle, deren flache Steinflächen ein umgekehrtes „V“ bilden. An einer Felswand der Höhle befindet sich ein äußerst präzise gefertigtes „Scheintor“ (englisch false doorway), das wie im Fall von Aramu Muru ins Nichts führt.
Vor der Höhle steht eine abstrakte, symmetrische, stufenförmige Skulptur aus schwarzem Granit, die allerdings stark beschädigt ist, da der obere Teil durch Schatzgräber weggesprengt wurde. Über dem Stufensymbol ist heute noch die Stelle sichtbar, wo die Sprengpatrone eingesetzt wurde.
Sie wird von einer Mauer flankiert, die aus zwei Reihen von vier Nischen eines bestimmten Typs besteht, was nach Gullberg und Malville die Bedeutung des Ortes unterstreicht. Bei den Nischen dieser Mauer handelt es sich um Nischen im Tiwanaku-Stil. Diese doppelt gerahmten Nischen sind selten in der Region Cusco anzutreffen und sie erinnern nach Jean-Pierre Protzen an ein Tiwanaku-Design. In Choquequilla gibt es zwei Variationen der doppelt gerahmten Nischen: die regulären einfachen doppelt gerahmten Nischen und die doppelt gerahmten Nischen mit äußeren abgestuften Laibungen.
Zusätzlich gibt es unmittelbar nördlich der Höhle eine kleine Gebäudestruktur mit Nischen, Türen und Fenstern im Mauerwerk.

## Deutung
Einige Bezeichnungen für die Stätte legen Mondzeremonien nahe. Die Skulptur aus schwarzem Granit bezeichnet Scott C. Smith als „Altar“, wohingegen Steven Gullberg und J. McKim Malville sie als „Schrein“ bezeichnen.
Nach Adam Herring (Spezialist für die Kunst des präkolumbischen Amerikas) könne die Höhle von Choquequilla möglicherweise mit der Anden-Weltanschauung t’oqo identifiziert werden; die Ahnenhöhle der Ethnogenese und dynastischen Entstehung. Laut dieser Mythologie war die Höhle ein Portal der Erscheinung der mythischen Vorfahren in die menschliche Welt. Bei den Inka war die Form des quadratischen Rahmens weit verbreitet, um den t’oqo darzustellen. Nach der Historikerin Carolyn Dean würden Stufensymbole symbolisch für den Eintritt in unterschiedliche kosmische Sphären und die Kommunikation mit den Ahnen-Wesen stehen.

## Archäoastronomie
Laut dem Archäoastronomen Steven Gullberg erleuchtet der Aufstieg der Sonnenwende die Höhle hell. Ebenso dramatisch könne das Licht eines aufgehenden Vollmondes wirken.

## Ähnliche Stätten

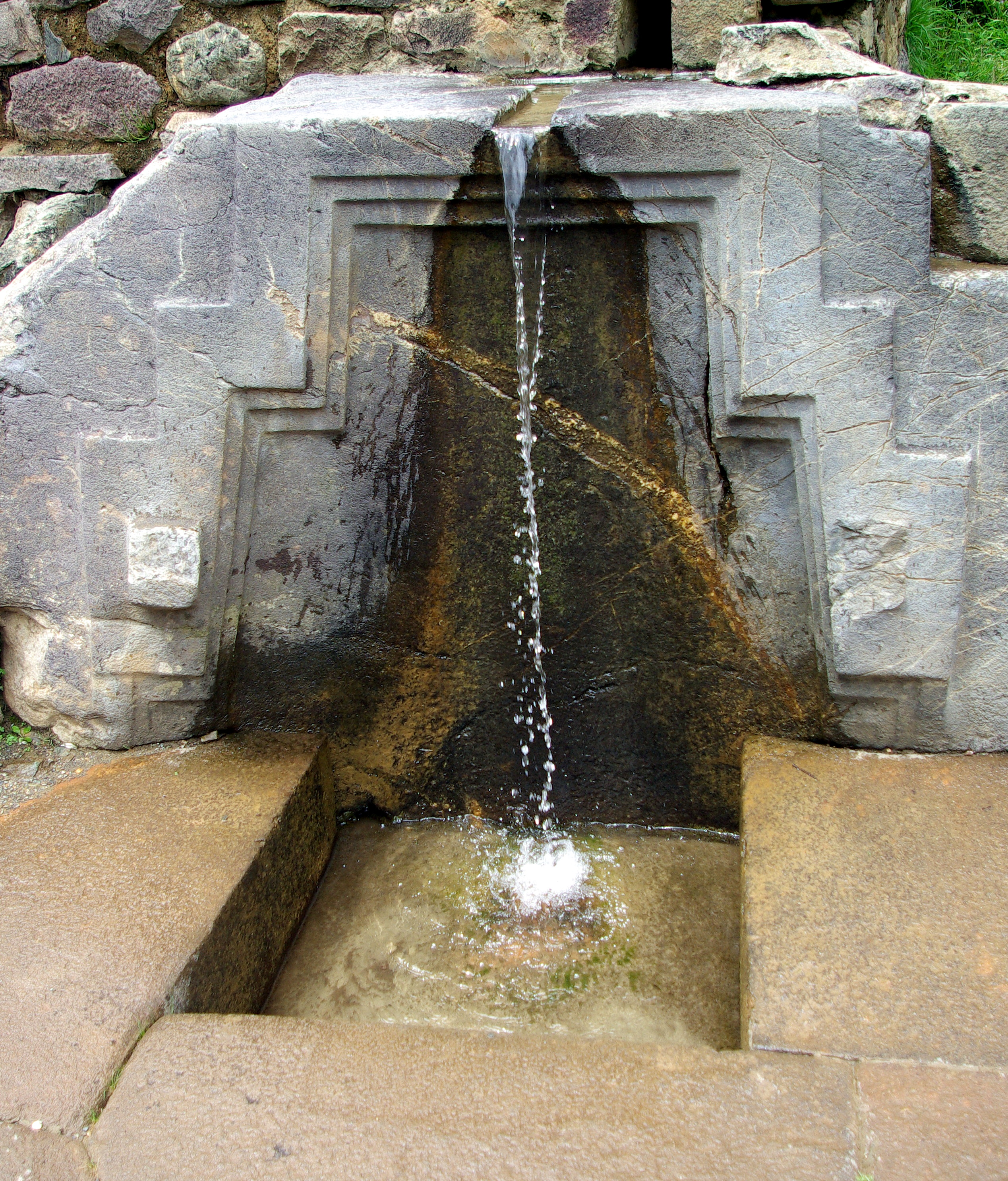
Fontainenstein „Baño de la Ñusta“ in Ollantaytambo, der Spuren eines unbekannten Werkzeugs aufweist
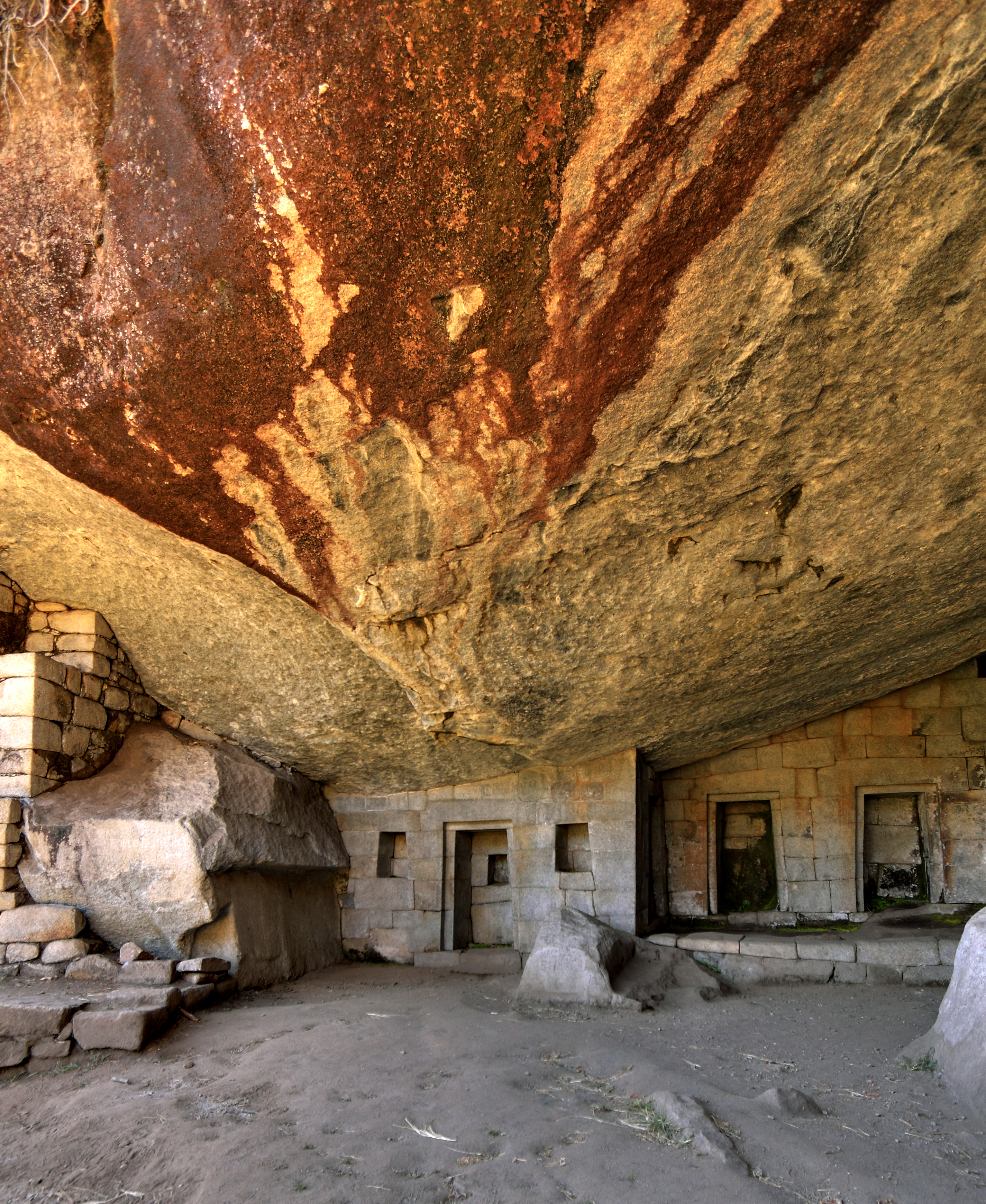
„Mondtempel“ nahe Machu Picchu ebenso in einer Höhle gelegene Tore, die ins Nichts führen
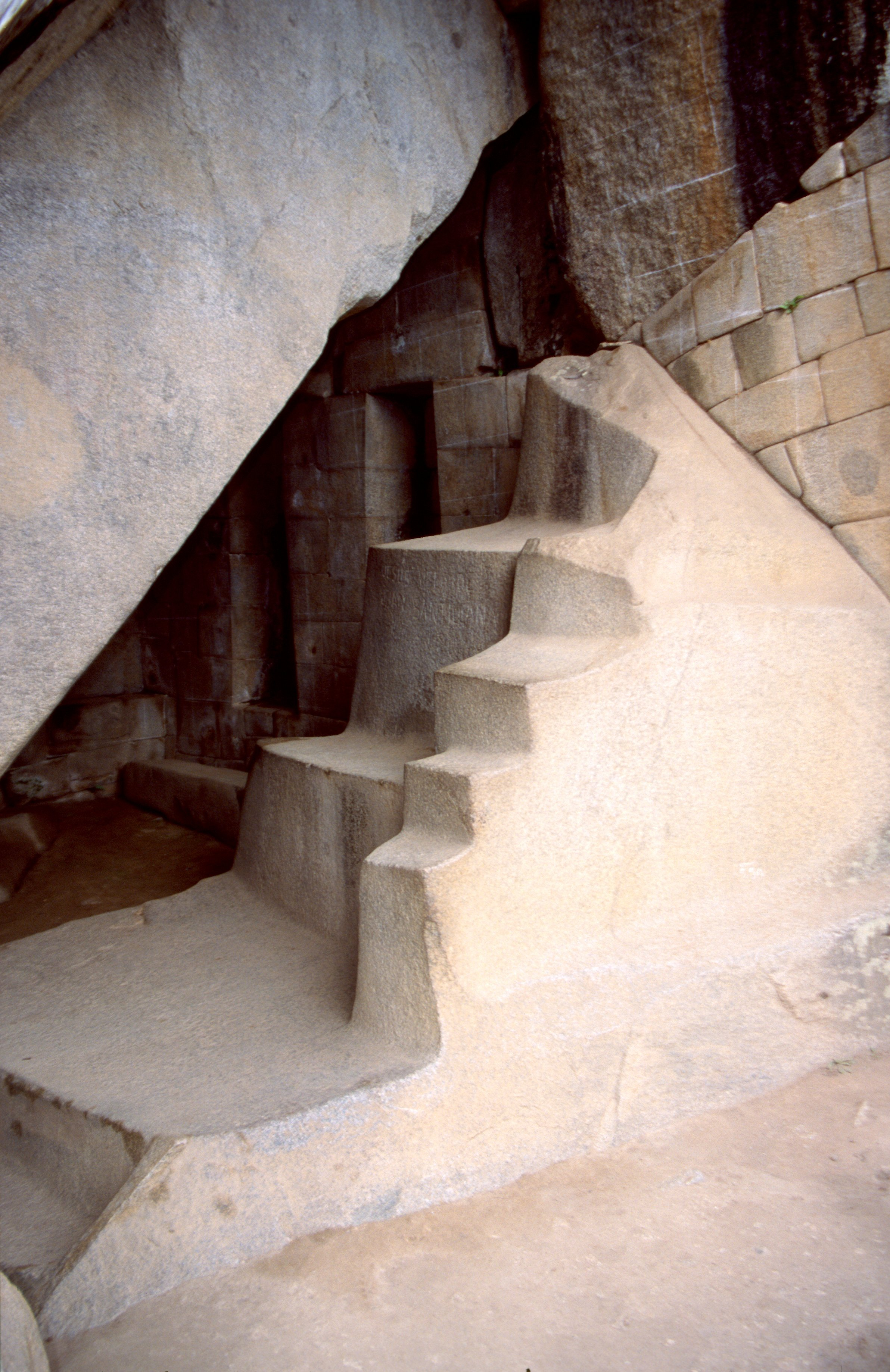
Höhle in Machu Picchu, die ebenso Tore beherbergt, die ins Nichts führen und die ebenso ein umgekehrtes „V“ bildet wie die Höhle von Naupa Iglesia und vor der sich ebenso ein Stufenmotiv befindet
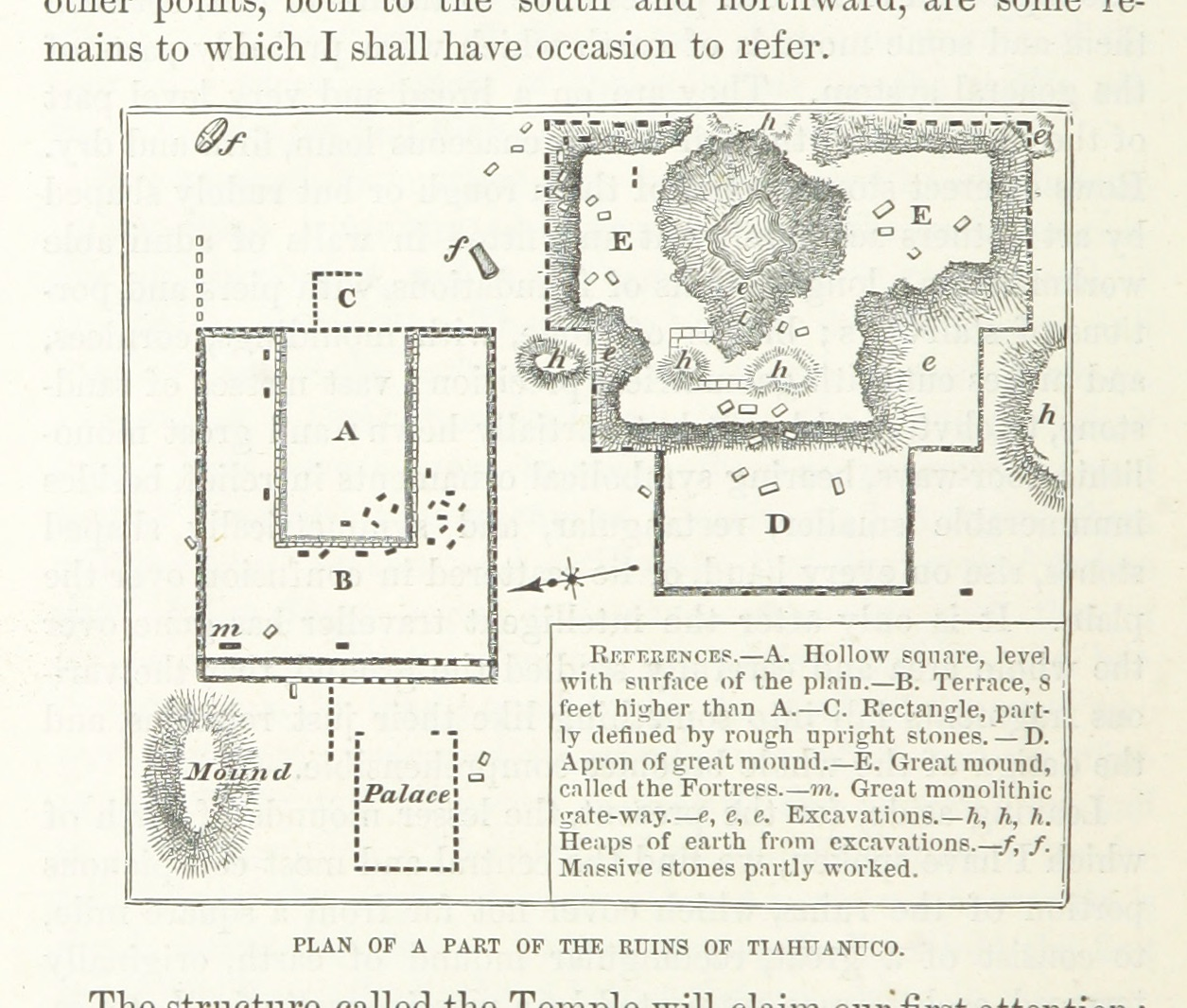
Grundriss von Ak-kapana in Tiwanaku mit Stufenmotiv, das formale Ähnlichkeit zu dem Stufenmotiv von Naupa Iglesia aufweist
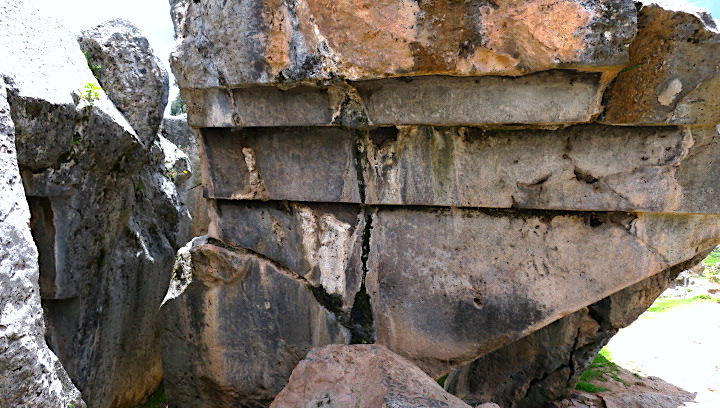
Stufenmotiv nahe Höhleneingang bei Sacsayhuamán
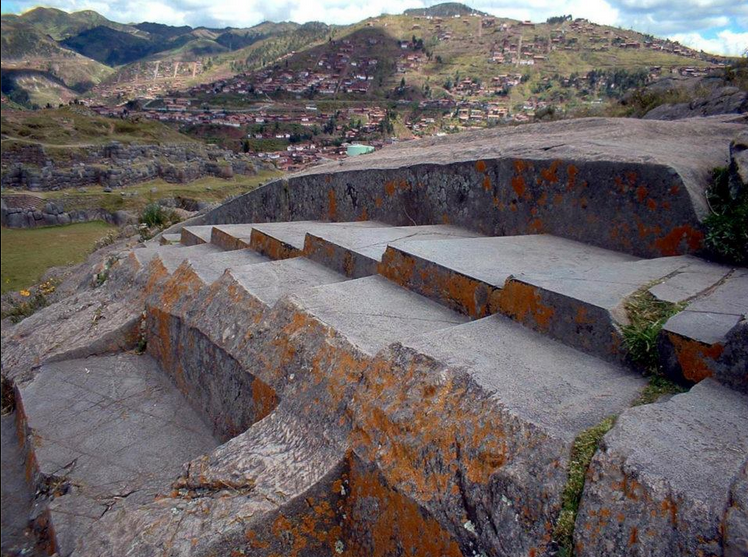
Sitzartige Ausarbeitungen in Sacsayhuamán, die denen von Naupa Iglesia ähneln

Die Skulptur aus schwarzem Granit ähnelt derjenigen Struktur in Ollantaytambo, die auch als „Baño de la Ñusta“ bekannt ist.
Nach César Paternosto gebe es eine formale Ähnlichkeit der „Höhle von Choquequilla“ mit Tiwanaku-Architektur. Allerdings müsse diese formale Ähnlichkeit durch die herausragende konstruktive Symbolik der Inka stark infrage gestellt werden. In diesem Fall sei nach Ansicht von César Paternosto die massive trapezoide Gestalt des Monuments ausschlaggebend. Das Stufenmotiv sei in allen Kulturen des alten Amerika weit verbreitet gewesen und weit davon entfernt, exklusiv mit Tiwanaku assoziiert zu sein. Dies müsse nach Paternosto auch bei der formalen Ähnlichkeit der Mauer der sechs Monolithen mit Tiwanaku-Architektur berücksichtigt werden (siehe Mögliche ursprüngliche Errichtung durch Tiwanakaner).
Ähnliche Stufenskulpturen nahe Höhleneingängen finden sich ebenso bei Qenko und Sacsayhuamán.